# 파노라마시티

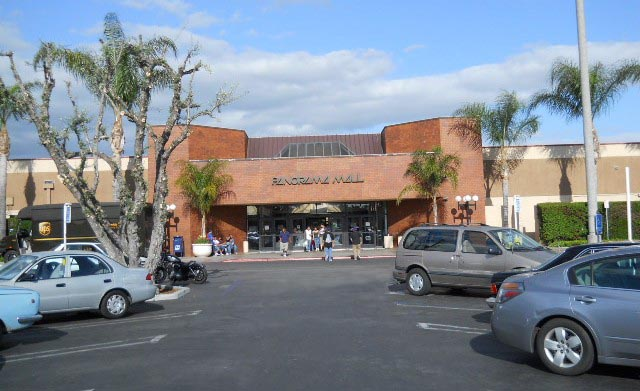
파노라마 몰

파노라마시티(Panorama City)는 로스앤젤레스에 위치한 지역이다. 인구는 65,235명이다.